# 이용 (1923년)
이용(李龍, 이룡, 1923년 8월 4일~2009년 2월 10일)은 대한민국의 군인이다. 1950년 6.25 전쟁 당시 대한민국 육군 장교로 참전하였다. 예편 후에는 정치인과 기업가로도 활동하였다. 개명하기 전 이름(아명)은 이집룡(李集龍)이었으며 광복 후인 1945년 11월 1일 이름을 이집룡(李集龍)에서 이용(李龍)으로 개명하였다.

## 생애
1923년 8월 4일 국경 지대인 함경북도 경성군에서 태어났다. 그는 간도특설대 1기생으로 1938년부터 일제가 패망하던 1945년까지 간도특설대에서 근무하였다. 간도특설대는 만주국 북부에 있던 사회주의 계열 민족 해방세력인 팔로군, 동북항일연군, 조선의용대와 만주 북서부에 잔존해 있던 대한독립군단을 토벌하기 위한 특수 목적을 띈 독립군 토벌 부대였다. 간도특설대가 살해한 항일무장세력과 민간인은 172명에 달한다. 강간·약탈·고문을 당한 이들도 적잖다.
그는 간도특설대 출신으로서 간도특설대에 대해 제대로 증언한 유일한 사람이었다. 원래 간도특설대는 일제가 만주에서 “조선인 항일세력은 조선인의 손으로 잡는다”는 목표 아래 친일파를 앞세워 만든 조선인 부대로, 항일무장세력을 토벌하는 역할을 하였다. 그는 이 부대 1기생으로 일제가 패망할 때까지 복무했다. 1938년 지원 당시 그의 나이 17세. 그는 “군인이 되고 싶었는데, 조선인 부대라고 하기에 지원했다”고 말했다. 그 시절의 기억을 숨기지 않았다. “만주에서 독립정신과 민족의식을 함양하며 무예를 연마했다”(간도특설대 출신으로 제2대 해병대사령관을 지낸 김석범 회고·1987년 ‘만주국군지’)는 따위의 모순된 얘기도 하지 않았다. 그저 담담하게 그 시절을 고백했다. 간도특설대는 열하로 옮기기 전 백두산 밑 안투현에서 토벌을 했다. 토벌 대상은 김일성 부대였다고 밝혔다. 다만 재중 동포(조선족) 사회에서 간도특설대의 만행으로 전해지는 부녀자 성폭행, 민간인 학살에 대해서는 부인했다. “군기가 엄한 부대로, 민폐는커녕 오히려 도와준 일이 많다”고 주장했다.
박정희 전 대통령의 간도특설대 근무설에 대해서는 “아니다. 그분은 만주 보병 8퇀(團)”이라고 했다. 박 전 대통령의 비밀 광복군 활동설에 대해서도 “그건 거짓말”이라고 말했다. 박정희·신현준이 광복군 김학규 장군에게서 “적당한 시기에 일본군을 공격하라”는 명령을 받고 1945년 7월에 베이징에서 다시 철석부대로 돌아오는 등 비밀 광복군이었다는 얘기는 거짓말이라고 증언했다.
광복 후 미군정 지역으로 내려왔으며, 1947년 육군사관학교에 제7기로 입학하여 이듬해인 1948년 소위로 임관했다. 대한민국 육군보병학교(1949), 미국 육군보병학교(1954), 육군대학(1957), 국방대학원(1961)에서 수학하였다.
6.25 전쟁 이전 육군보병학교 교수부의 술과(術科·현재 전술학과)에는 공격과 방어교관으로 이름난 두 장교가 있었는데, 공격 교관이 바로 이용 소령이고, 방어교관은 육사 6기인 박경원(朴敬遠) 소령이다.
이용은 전쟁 이전 국군의 전술 수준이 맹아(萌芽) 단계에 있을 때 육군보병학교에서 국군의 공격·방어전술을 개발, 정착시킨 주인공이다. 그는 전쟁 이후 작전·교육 관련 직책을 주로 맡았다. 이용은 전쟁 초기 육사·보병학교 교도대대를 통합한 혼성연대의 작전주임으로 보직돼 서부전선의 문산 축선을 방어하고 있는 국군 제1사단의 증원부대로 투입된 후, 민기식 부대 작전참모를 거쳐 송요찬 장군이 지휘하는 수도사단 작전참모로 근무했다.
그는 송요찬 휘하에서 낙동강 방어 시 사단 작전참모로 경주 북방 전투를 치렀고, 인천 상륙 작전 이후 북진 시에는 양구·신고산 전투, 안변·영흥·함흥·길주·청진·부령 진격 작전, 흥남 철수 작전을 수행하며 수도사단이 '상승(常勝)의 타이거(맹호)부대'라는 별명을 얻게 하는 데 기여한 뛰어난 참모였다.
이후 동기생 가운데 가장 먼저 연대장으로 승진한 그는 수도사단 기갑연대장으로 맹활약을 펼쳤다. 그는 동해안에서 금강산 턱밑의 전략거점인 월비산을 점령해 동해안의 전선을 북쪽으로 밀어올리는 데 크게 공헌했고, 이후에는 지리산 공비 토벌 작전에 투입돼 혁혁한 전과를 올려 송요찬 장군의 큰 신임을 받았다.
특히 1951년 6월 향로봉을 위협하는 향로봉 북쪽의 산두곡산 공격 시 당시 사단장이었던 송요찬이 이용에게 “이번 공격은 작전의 명참모였던 이용 대령에게 맡기기로 결심했으니까 이번 작전을 통해 명지휘관으로서의 명성을 얻도록 하라”라고 격려할 정도로 높은 신임을 받았으며, 이용은 목표를 조기에 탈취해 내는 데 성공하여 송요찬 사단장의 기대에 부응하는 한편 공격교관으로서의 위신도 세울 수 있었다.
이후 송요찬은 그의 뛰어난 능력을 높이 평가하여 자신이 가는 곳마다 그를 불러 중용했다. 동기생 중 선두로 장성으로 진급한 이용은 5·16 당시 강원도지사로 나갔다가 복귀 후 소장으로 예편했다. 그의 강직한 성품을 두고 동기생들은 그를 전형적인 군인이라 평했다.
5·16 군사 정변 이후 강원도 도지사를 맡아 정치에 참여했으며, 예편 후 무임소장관 특별보좌관(차관급)과 교통부 차관, 철도청 청장을 역임했다. 1973년부터 3년간 인천합금철주식회사 대표이사 사장을 지냈고, 이후 1976년부터 1978년까지 2년간 인천제철 사장을 역임했다.
2005년 자랑스런 육사인상을 수상하였다. 이후 강원도 정선에서 말년을 보내다가 2008년 9월 10일경부터 노환으로 와병하던 와중 5개월이 지난 2009년 2월 10일 사망하였다. 현재 국립대전현충원에 안장되어 있다.

## 학력
- 대한민국 육군사관학교 7기 (1948년)
- 대한민국 육군보병학교 초등군사반 수료 (1949년)
- 미국 육군보병학교 고등군사반 수료 (1954년)
- 대한민국 육군대학 졸업 (1957년)
- 대한민국 국방대학원 행정학 석사 (1961년)
- 서울대학교 행정대학원 행정학 석사 (1966년)

## 자랑스런 육사인상 공적 내용
후배양성을 위한 교육지도
이용 장군은 육군사관학교를 우수한 성적으로 졸업한 후, 보병 제6연대에서 육사 제7기 사관후보生 연대 교육대장을 계기로 후배양성을 위해 육군사관학교로 재 복귀하여 교관으로서 그 책무를 성실히 수행하였고, 또 옹진 지구 전투에 참전한 후, 육군보병학교로 전속되어 전술학 교관으로써 아직 6.25전쟁 이전까지 열악했던 우리 육군의 시대 상황에서도 정예육군 양성을 위한 전술교육을 담당하여 향후 6.25전쟁에서의 지휘관의 덕목과 능력배양에 토대를 만드는데 주력하였고, 휴전이후에 그는 다시 육군사관학교로 복귀, 생도대장으로서 정기 육군사관학교의 기초를 만드는 등 우리 육군사관학교 발전을 위해 크게 헌신하였다.
6. 25전쟁 참전과 환란의 국가위기 극복
그리고 1950년 6.25전쟁이 발발하자 그는 즉각 육군사관학교와 육군보병학교의 혼성연대에서 작전주임장교로서 참전하여 문산 보병 제1사단 전투지역과 문산-봉일천리 전투에 참가하였고, 이어 한강방어전투인 시흥지구전투에서는 사령관보좌관으로서 시흥-안양-수원-오산-평택-청주선까지의 지연작전에 참가하고, 민부대(보병학교 기간요원으로 창설된 사단) 작전참모로서 전주-남원-운봉-함양-진주까지의 지연작전에 참가한 후, 이어 함안, 마산지구방어전투와 동해안 포항 탈환작전에서 혁혁한 공을 세웠다.
이어 수도사단 작전참모로서는 안강, 기계, 경주지구의 낙동강 방어작전과 9.15.북진, 그리고 10. 1 동부전선에서 38°선 돌파, 원산, 함흥, 청진 공략작전, 흥남철수작전에 참가하였고, 수도사단 제1기갑연대 연대장으로서는 동부전선에서 제2차 38°선 돌파작전, 설악산 전투, 향로봉 전투, 월비산 전투, 고성 재탈환작전, 백야전선의 후방지역 공비토벌작전에 참가하고, 지리산지구, 덕유산, 장안산, 백운산, 경남 밀양지구의 공비 소탕작전, 중부전선 수도고지 지형능선 전투에 참가하는 등 다수의 전장에서 혁혁한 공을 세웠고, 강원도 양양에서는 전시중에도 육군전투 시범부대인 5개 소대를 편성하고, 이를 훈련시켜 각 군단에 1개 소대씩 배속시켰고, 육군본부 작전참모부의 작전과장으로서 전군의 작전을 주도하면서도 최전선의 보병 제8사단 부사단장을 겸무까지 맡아 휴전시까지 중부전선 제2군단 지역에서의 중공군 대공세에 맞서 최후방어전투에 많은 무공을 남겼다.
휴전이후 육군의 재 정비사업
휴전 후 그는 육군본부 작전참모부 기획과장으로서 군 정비사업에 앞장서 주도하고, 이어 최전선의 3군단 참모장의 직을 성실히 수행하여 1955. 6. 같은 동기들 중에 선발로 육군 준장에 진급하였다.
그리고 이용 장군은 진급과 동시에 다시 육군사관학교로 돌아가 생도대장으로써 후배양성을 위해 처음 임관부터 장군에 임명되기까지 오직 모교인 육군사관학교만을 위해 헌신하고 노력함은 작금에서도 자타가 공인하는 사실이며, 생도대장 이후에는 육군교육총본부 관리참모부장, 제1군 작전참모, 이어 야전군인 보병 제12사단장과 보병 제6사단장을 역임하였고, 1960년에는 육군 보병학교장과 육군본부 작전참모부 차장 등으로 오직 군사교육과 야전작전업무에 종사하여 전후 군 정비사업과 군 교육발전에 크게 기여하여 육사인으로서의 자부심은 타에 모범이 되었다.
국가발전과 경제성장의 토대에 앞장
이 장군은 1961年 강원도지사를 계기로 민생문제로 눈을 돌리기 시작하면서 육군 소장으로서 군에서 그는 예편하면서부터 행정기관의 무임소장官 특별보좌관(차관급)과 교통부 차관 그리고 1970년에는 철도청장을 두루 역임하여 교통행정과 철도사업 발전에 크게 이바지함은 물론, 연이어 인천제철의 한일합작회사인 인천합금철주식회사 대표이사 사장으로서 경제인으로 변신하여 그 능력을 인정받았고, 이에 따라 인천제철주식회사를 맡아 대표이사 사장을 역임하여 포항제철과 양대 산맥으로 견줄 대한민국 대철강사업의 큰 획을 창조하기도 하였다.
이렇듯 우리 육사인으로서 군 내부에서 뿐만 아니라 정부행정과 경제계에서도 빛나는 육사인의 족적을 두루 남기신 分이라면 당연히 이용 장군을 꼽을 수 있을 것이다.
이에 이용 장군은 크게는 풍전등화의 위기에 처한 고국을 수호하기 위하여 국가의 간성으로서 큰 공훈을 남기셨을 뿐 아니라, 작게는 우리 육사 5기생간의 친목과 우의를 북돋기 위하여 1952. 10. 1. 육사 오기생회를 발족하여 초대회장을 맡으면서 7대에 걸쳐 회장으로서 동기생을 위해 노력하였고, 최근에는 성우회 사무총장으로써 군 장성들의 친목과 국가발전에도 여생을 바치기도 하였다.
훈장과 포상으로는 乙支, 충무, 화랑 등 무공훈장 다수와 황조근정훈장과 3등근무공로훈장, 새마을훈장 그리고 해외훈장인 미국동성훈장과 월남훈장 등을 수훈하고, 내각수반 표창 및 각 지구 전공 표창 등 기타 기장 휘장 등을 다수 포상을 받았다.

## 참고 자료
- 육군사관학교동창회, 자랑스러운 육사인 - 이용 동문 공적[깨진 링크(과거 내용 찾기)] (육군사관학교 총동창회 / 자료실 - 육사인상 - 2005년 - 이용)
- <98>한국군의 창과 방패…이룡·박경원 장군 - 국방일보 보관됨 2016-03-04 - 웨이백 머신

| 전임 이규삼 | 제13대 강원도지사 1961년 8월 25일 ~ 1963년 12월 16일 | 후임 박경원 |

| 전임 김태동 | 제16대 교통부 차관 1966년 9월 28일 ~ 1970년 10월 21일 | 후임 이경호 |

| 전임 김준배 | 제6대 철도청장 1970년 10월 22일 ~ 1971년 6월 12일 | 후임 오용운 |